# Светлый (Гагаузия)
Све́тлый (рум. Svetlîi, гаг. Svetliy) — коммуна на юге Молдавии в составе автономного территориального образования Гагаузия. Включает в себя сёла Светлый и Алексеевка.

## География
В 1 км от восточной окраины села, по направлению с севера на юг, протекает река Ялпуг, которая впадает в Тараклийское водохранилище, находящееся в 2,8 км к югу от окраины населённого пункта.

## История
Коммуна Светлый, бывшее название которого «Новая Деневица», был основан в 1913 году потомками немецких колонистов, которые в начале XIX века эмигрировали из Восточной Пруссии, и с разрешения Царского Правительства основали свои колонии в Юго-Восточной Бессарабии (Буджакской степи), в Аккерманской области, в Измаильском, Болградском и Кагульском уездах. Это произошло после русско-турецкой войны 1806—1812 гг. и присоединения Бессарабии к России по Бухарестскому мирному договору 16 мая 1812 года. В начале в Бессарабию переселились эмигранты из-за Дуная — гагаузы, болгары, греки, сербы и др. Но с 1814 года император Александр I разрешил переселиться немецким эмигрантам из Восточной Пруссии и из других областей Германии, число которых к 40-м годам XIX века достигло 26 тыс. человек. Они получили 150 тыс. гектар земли и основали с 1814 г. по 1840 г. 25 колоний. Немецким колонистам Царское Правительство представляло особые привилегии: каждой семье выделялось по 60 десятин земли в вечное и потомственное пользование, ссуда на обзаведение хозяйства и строительным материалом для строительства жилья. Помимо этого, они освобождались от уплаты податей, повинностей и навсегда от службы в армии. Немцы, основывая новые поселения, давали им одноимённые название — откуда они приехали. Так, в 1834 году в Арцизском районе в Измаильском уезде было основано новое поселение под названием «Деневица».
Спустя почти 100 лет, потомки бывших немецких колонистов, основали «Новую Деневицу», расположенную на правом берегу реки Ялпуг в 150 километрах южнее столицы Республики Молдова по трассе Кишинёв — Болград в 20 километрах от железнодорожной станции Тараклия, южнее г. Комрат на 35 км.
В 1913 году первая группа переселенцев численностью в 21 человека купили землю от 25 до 50 десятин каждый у богатых помещиков Альфреда Шленгера и вдовы Юлии Шпонер, земли которых расположены на правом берегу реки Ялпуг — от нынешней Киселии до Балабан. Затем, в последующие года (1920—1930 гг.) прибыли и другие немецкие колонисты. Первыми основателями села были:
- Иммануил Шёттле (Imanuel Schottle),
- Даниел Шайбле (Daniel Scheible),
- Фридрих Хеер (Freidrich Heer),
- Христиан Хёфель (Christian Hofel),
- Георг Шива (Georg Schiwa),
- Йоганн Зайтц (Johann Seitz),
- Генрих Мюллер (Heinrich Muller),
- Христиан Гетц (Christian Getz),
- Иоганн Вайстц (Johann Weestz),
- Адам Кольбах (Adam Kohlbach) и др.

Немцы строили большие дома, рассчитанные на 2-3 семьи. Дома были из жжёного кирпича и покрыты красной черепицей. Сегодня в Светлом сохранились только два таких дома. У богатых немцев на полях батрачили бедняки из соседних сёл — Казаклии, Конгаза, Кортена, Чалыка, Самурзы и др. К 1940 году было построено 42 дома.
Благоприятные климатические условия юга Бессарабии и богатейшая, плодородная почва определили хозяйственную деятельность немецких колонистов — это земледелие (виноградарство, бахчеводство, выращивание озимых культур, подсолнуха, льна, конопли) и скотоводство (крупный рогатый скот, овцеводство).
В 1940 году, после освобождения Бессарабии от румынских войск и восстановлением советской власти, и по соглашению советского правительства с Германией, все бессарабские немцы численностью 93000 человек, в том числе и из Деневицы, Кортена (276 человек), были репатриированы. Здесь уместно привести «Сведения общего количества населения и национального состава населённых пунктов, входящих в состав Сельского Совета Деневица на 10 августа 1940 года»:
с. Деневица 
- всего населения — 281 чел.

в том числе:
- гагаузов — 25 чел.
- немцев — 256 чел.;

с. Алексеевка
- всего — 494 чел.

в том числе:
- русских (украинцев) — 485 чел.,
- гагаузов — 9 чел.;

с. Новый Кортен
- всего — 84 чел.

в том числе:
- болгар — 57 чел.,
- русских — 7 чел,
- немцев — 20 чел.

Следом, с восстановлением советской власти в с. Новая Деневица был создан сельский Совет, в состав которого входили выше указанные пункты Конгазского района, а также была создана моторно-тракторная станция, в с. Алексеевка — колхоз «28 июня». Сельский Совет, МТС, и колхоз были ликвидированы с началом войны. В октябре 1944 года, после повторного вхождения территории современной Молдовы в СССР в селе на базе бывшего колхоза «28 июня» был создан совхоз «Деневица». В него вступили жители населённых пунктов Деневица, Алексеевка и Новый Кортен, в том числе и бывшие рабочие колхоза «28 июня».
История посёлка Светлый тесно связана с историей совхозов «Чалык», «Деневица», колхозом «28 июня», и с населёнными пунктами Алексеевка, Новый Кортен, Самурза и Чалык. Указанные сёла продолжительное время находились в административном подчинении сельского совета Деневица. В 1954 году совхозы «Деневица» и «Чалык» объединились в одно хозяйство — совхоз «Чалык».
Указом Президиума Верховного Совета МССР от 3 июля 1950 года, № 5502, село Деневица было переименовано в село Светлый, а сельский совет Деневица — в сельский Совет Светлый.
С начала 1960-х до середины 1990-х годов в посёлке Светлый были построены целые кварталы индивидуальных жилых домов, предназначенных для специалистов совхоза-техникума. В 1969 году были сданы в эксплуатацию трёхэтажное здание средней школы на 960 мест и школьные мастерские. В 1982 году был открыт Дворец Культуры на 750 мест. В 1972 году построены административное здание сельского совета, дом бытового обслуживания, ветеринарная лечебница. В 1986 году был построен детский сад на 200 мест.
В связи с переименованием совхоза-техникума в 1992 году в аграрно-технический колледж, в последующие годы совхоз прекращает своё существование. Выполняя программу «Пэмынт», все основные фонды и земли хозяйства были приватизированы. На базе бывшего хозяйства создана ООО «Мекагрономия Плюс».
5 марта 1995 года на проведённом всенародном референдуме по вопросу вхождения в состав автономно-территориального образования Гагаузии (Гагауз Ери) жители сёл Светлый и Алексеевка проголосовали за вхождение в новое образование. Село Новый Кортен, в своё время входившего в административное подчинение примэрии п. Светлый, осталось в административном подчинении Тараклийского района. В результате застройки и развития населённых пунктов посёлок Светлый и селение Новый Кортен ещё в 1960-е годы слились в одно поселение. С течением времени бывшее село Новый Кортен, заселённое этническими болгарами, стало одной из улиц п. Светлый, которая была названа именем Георгия Димитрова, но в настоящее время снова является отдельным селом, находящимся, в отличие от Светлого, в Тараклийском районе (недоступная ссылка с 03-03-2021 [1624 дня]).

## Население
По данным переписи населения 2004 года, в посёлке Светлый проживает 1883 человека.
Этнический состав села:
| Национальность | Число жителей | Процентный состав |
| -------------- | ------------- | ----------------- |
| болгары        | 513           | 27.24             |
| гагаузы        | 675           | 35.84             |
| молдаване      | 251           | 13.33             |
| украинцы       | 227           | 12.06             |
| русские        | 186           | 9.88              |
| прочие         | 31            | 1.65              |
| Всего          | 1883          | 100 %             |

## Образование
Процесс создания совхозов-техникумов в Молдавии был продолжен до конца 1963 года. Согласно Приказу № 495 от 22 ноября 1963 года Министра производства и заготовок сельскохозяйственных продуктов, один из таких средних сельскохозяйственных учебных заведений был создан в Светлом. В ноябре 1963 года на базе Котовского техникума механизации сельского хозяйства и крупнейшего в то время на юге Молдавии виноградарского совхоза «Чалык» был создан Молдавский совхоз-техникум механизации сельского хозяйства. Первым директором нового учебного заведения был назначен опытный руководитель, ветеран Великой Отечественной войны Уразовский Александр Константинович. С 1966 года учебно-техническая база располагалась непосредственно в п. Светлый. Следующими директорами были:
- С. А. Шевченко (1967—1982)
- Ф. Д. Бажура (1982—1984)
- Д. Б. Легкун (1984—1988)
- В. А. Банкин (1988-по настоящее время).

В 1976 году «Молдавский совхоз-техникум механизации сельского хозяйства» п. Светлый был переименован в «Чадыр-Лунгский совхоз-техникум виноградарства». В 1978 году это же учебное заведение было переименовано в «Светловский совхоз-техникум защиты растений». Начиная, с 1989 года на агрономическом отделении велась подготовка агрономов со специализацией по полеводству. В связи с этим, в 1992 году «Светловский совхоз-техникум защиты растений» был переименован в «Светловский аграрно-технический колледж», в котором изначально имелось два отделения — агрономов и техников-механиков. За годы существования Светловского совхоза-техникума было выпущено более 15 тысяч специалистов сельского хозяйства среднего звена — агрономы, техники-механики, электромеханики, автомеханики, товароведы. По состоянию на 1 апреля 1992 года, то есть до ликвидации совхоза, в землепользовании было всего 3072 гектаров земли, общее количество поголовья скота и птицы составляло 8939 единиц, спецтехники 62 единицы.

## Известные уроженцы
- Дурсунов, Сахат Палтагуртович (род. 1977) — режиссёр, актёр театра и кино.